# 以色列裝甲軍

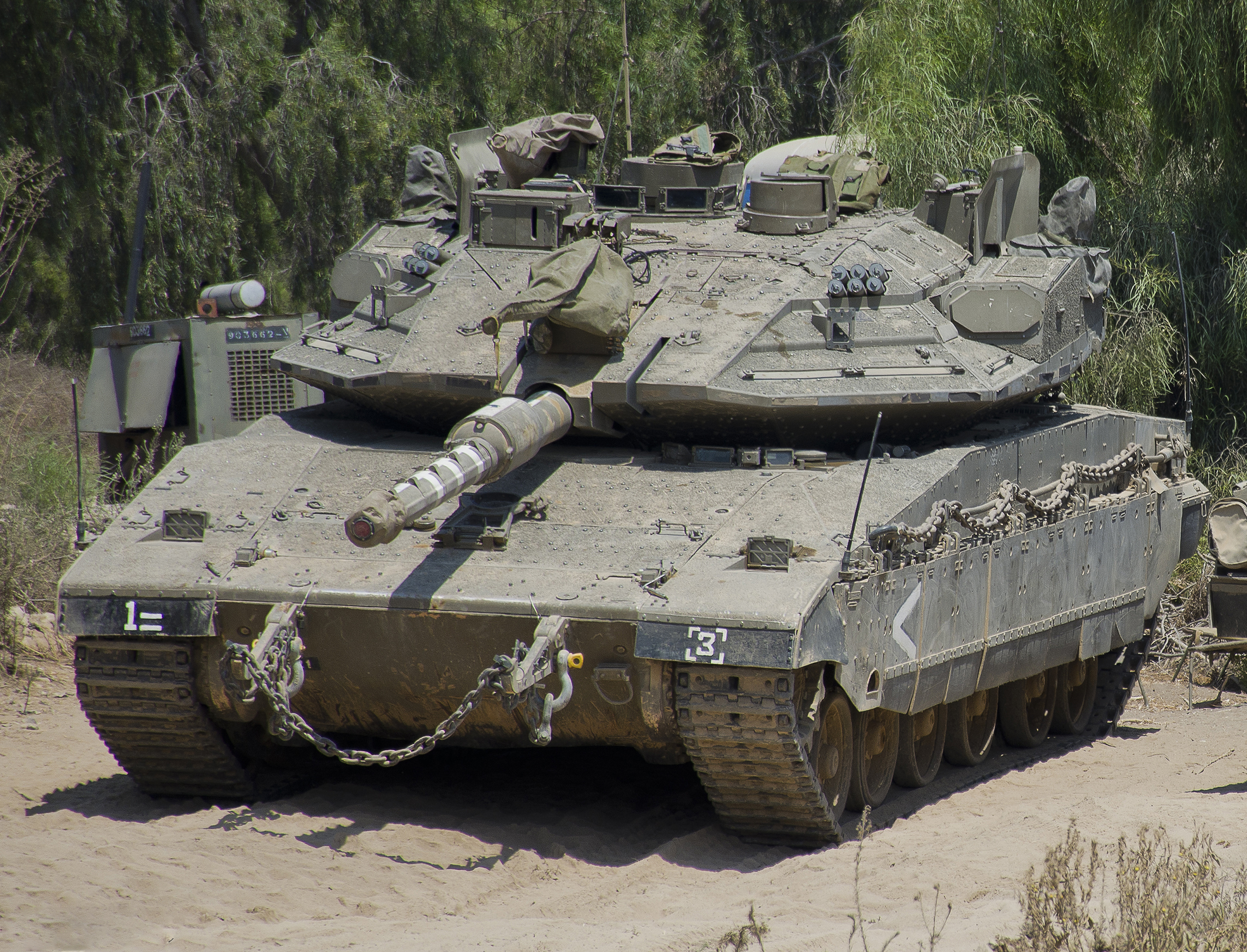
梅卡瓦Mk 4M

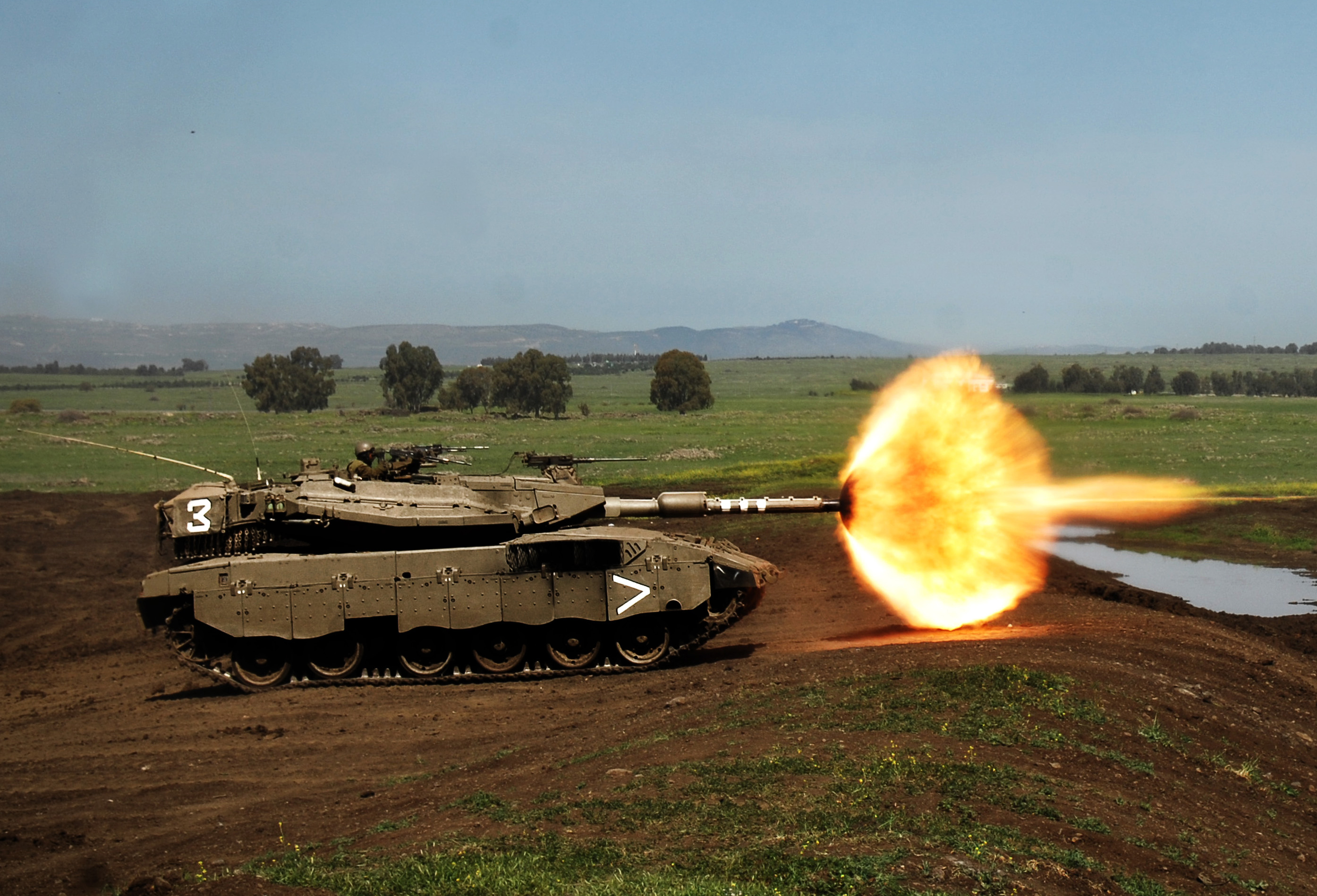
開炮的梅卡瓦Mk 3D Baz

以色列裝甲軍（希伯來語：‎）是以色列國防軍的一個軍，自1988年起隸屬於陸軍司令部。裝甲軍是以軍主要的機動作戰部隊，以主戰坦克為基礎。

## 現役部隊
- 第7裝甲旅
- 第188裝甲旅
- 第401裝甲旅
- 第460裝甲旅

## 後備部隊
- 第4裝甲旅
- 第8裝甲旅
- 第10裝甲旅
- 第14裝甲旅
- 第179裝甲旅
- 第205裝甲旅
- 第679裝甲旅